# Ustanów
Ustanów – wieś sołecka w Polsce położona w województwie mazowieckim, w powiecie piaseczyńskim, w gminie Prażmów.
W latach 1975–1998 miejscowość administracyjnie należała do województwa warszawskiego. 
Miejscowość położona jest na skraju Chojnowskiego Parku Krajobrazowego, ok. 36 km na południe od centrum Warszawy. Szacuje się, że powstała ponad 600 lat temu (najstarsza wzmianka o tej miejscowości pochodzi z 1468 roku).

## Linki zewnętrzne

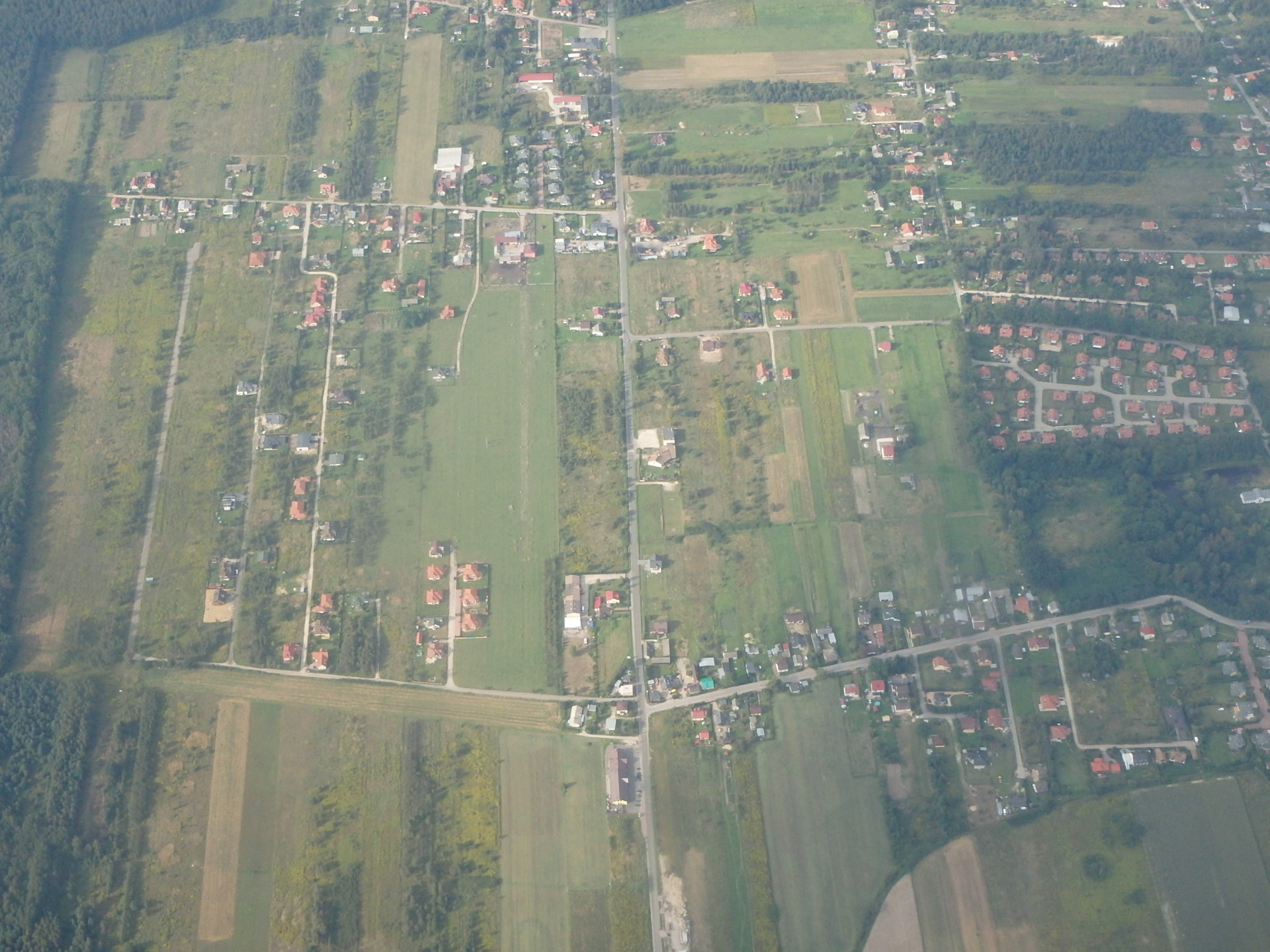
Ustanów (skrzyżowanie ul. Głównej z Kościelną i Parkową) z lotu ptaka